# Leonardo Vicuña
Leonardo Vicuña Izquierdo(20 de abril de 1942 - 11 de abril de 2020) fue un intelectual ecuatoriano, destacado militante de izquierda, político, académico e investigador de gran trayectoria e importancia.
Nació en Guayaquil el 20 de abril de 1942. Sus padres Humberto y Marina, formaron una familia con 10 hijos, de los cuales Leonardo fue el segundo de sus hermanos. Realizó sus estudios en la escuela Emilio Abad de Azogues y en el colegio Aguirre Abad de Guayaquil donde se destacó como uno de los mejores estudiantes. En la Universidad de Guayaquil fue ayudante de cátedra desde sus primeros años y se tituló como economista en 1965. 
Combinó su accionar político y la vida familiar; su feliz matrimonio con Guadalupe Muñoz Larrea duró 49 años, tuvieron 3 hijos: Leonardo, Marcela y María Alejandra.

## Ámbito político y reconocimientos
A los 17 años ingresó a la Juventud Comunista y así inició una larga y notoria militancia política. Fue militante y dirigente de la juventud y el Partido Comunista del Ecuador, la Unión Democrática Popular (UDP), el Frente Amplio de Izquierda (FADI 9) y el partido Liberación Nacional (11). Fue presidente de la Alianza Bolivariana Alfarista y como tal fue cofundador de Alianza País en 2006.
En 1971 por oponerse a la dictadura de Velasco Ibarra, lo destituyeron e intentaron encarcelar; fue reprimido, pero también su actividad le mereció varios reconocimientos:
En 1985 recibió el premio al mérito científico otorgado por la municipalidad de Guayaquil. 
El 2015, la Asamblea Nacional le otorgó la condecoración Vicente Rocafuerte al mérito económico y político.
La biblioteca de la facultad de economía de la universidad de Guayaquil lleva su nombre.
Fue miembro de la directiva de Alianza País por años y escribió tres libros sobre los éxitos de la Revolución Ciudadana y sus retos y logros y fue miembro de la comisión de formación política.

## Ámbito público
En 1996 fue candidato a la Vicepresidencia de la República de Ecuador, como binomio de Frank Vargas Pazzos,Acción Popular Revolucionaria Ecuatoriana (APRE) fue la organización patrocinadora de estas candidaturas. En dichas elecciones ganó la presidencia el binomio Abdalá Bucaram y Rosalía Arteaga.
Prestó servicios como Secretario Nacional del Consejo de Planificación del Ecuador en 1997.
Fue vicepresidente de la Casa de la Cultura núcleo del Guayas, presidente del Colegio de Economistas del Guayas, del Instituto Cultural Cubano Ecuatoriano "José Martí" y también participó activamente en organismos y comités de solidaridad y amistad con otros pueblos hermanos.
Durante el gobierno de Rafael Correa, fue gerente del Banco del Estado (actualmente Banco de Desarrollo) en 2007, miembro del Directorio del Banco Central como vocal, miembro del directorio de Seguros Sucre y ocupó el cargo de Gobernador del Guayas en 2008. También fue parte de la Comisión Nacional de Formación Política. En 2010 fue nombrado parte del directorio del recientemente creado Banco del Instituto de Seguridad Social (Biess).
Fue Gobernador del Guayas, miembro del directorio del Banco Central del Ecuador, vicepresidente del BIEES, presidente del directorio del Banco del Pacífico, consultor del Banco Interamericano de Desarrollo y de la Corporación Andina de Fomento. Su gestión se reflejó en acciones institucionales y políticas de trascendencia nacional.
En la presidencia de Lenín Moreno, fue nombrado miembro del directorio del Banco del Pacífico desde el 31 de julio de 2017 y el 20 de diciembre de ese mismo año presidente del banco hasta noviembre de 2018, para continuar como miembro del directorio hasta diciembre de ese año. Se opuso a la privatización de la entidad bancaria.
Fue socio de Conacip Cía. Ltda. Consultores Académicos de Investigación y Proyectos, fundada en 2004, junto a los socios Jaime Vicuña Izquierdo, Melania Mora, Julio Prócel,  Galo Salazar y Marco Arteaga.
Fue editorialista de diario El Telégrafo y colaboró con otros medios de comunicación.

## Ámbito académicos
Realizó estudios en la Universidad de Chile en el centro Interamericano de enseñanza de estadísticas económicas y sociales en 1965.
Realizó estudios de investigación sobre la administración del desarrollo regional con la Universidad Nacional de Venezuela y el centro americano de capacitaciones y administración pública en 1970.
Estudio aspectos de las cooperativas de la reforma agraria mediante un curso especializado de Naciones Unidas, realizado por la Universidad de Chile en Santiago en 1972.
Se especializó en comercio exterior de los países socialistas con América Latina realizando los estudios entre Praga Sofía y Moscú en 1976.
Estudió los modelos macroeconómicos y políticas económicas mediante cursos específicos y especializados de la Facultad de economía de la Universidad de Guayaquil en 1998.
Fue electo por 3 ocasiones como vicerrector de la Universidad de Guayaquil, donde fue docente por 49 años, además ejerció por 4 período como decano de la facultad de economía de la misma universidad.
Ejerció como delegado por las universidades al Consejo Nacional de Evaluación y Acreditación de la Educación Superior del Ecuador;
 Fue presidente del Colegio de Economistas del Guayas.
Fue docente en la Universidad de Guayaquil, Universidad Católica Santiago de Guayaquil, en la Universidad de Especialidades Espíritu Santo, en la Academia de Guerra Naval, la Escuela Politécnica del Litoral, la Universidad Técnica Particular de Loja, la Universidad Nacional de Loja y otras entidades académicas.
Fue socio de Conacip Cía. Ltda. Consultores Académicos de Investigación y Proyectos, fundada en 2004, junto a los socios Jaime Vicuña Izquierdo, Melania Mora, Julio Prócel,  Galo Salazar y Marco Arteaga, mediante esta asociación se logró realizar capacitaciones y estudios orientados a temas económicos, políticos y sociales y mediante convenios con universidades se logró graduar a más de 1000 profesionales en diferentes maestrías.

## Libros
Parte de su legado es la publicación de más de 50 libros y decenas de documentos y editoriales sobre coyuntura, historia de los trabajadores y el movimiento obrero; textos sobre planificación y economía; análisis sociales, económicos y políticos; realidad nacional, solidaridad con los pueblos, macroeconomía, neoliberalismo, socialismo y otros. Sus estudios se convirtieron en materia de formación, en planes de gobierno y en herramientas de planificación.
Su última publicación en enero del 2020, fue un homenaje al Bicentenario de independencia de Guayaquil registrando sus Perfiles históricos, sociales políticos y económicos.
Destacan entre las publicaciones las siguientes:
1.   Perfiles económicos, políticos y sociales de Guayaquil, 2020.
2.   Ecuador: Presencia y lucha de la clase trabajadora y el movimiento obrero, recopilación, 2019.
3.   Ecuador: una década de cambios 2007 – 2016, publicado en abril del 2017.
4.   Ecuador: neoliberalismo vs revolución ciudadana, políticas y resultados.
5.   Liberalización financiera y crisis de fin de siglo, coautor, Banco Central del Ecuador 2016.
6.   Hacia el socialismo del buen vivir, la nueva matriz productiva. Agosto 2013.
7.   Del neoliberalismo a la revolución ciudadana, marzo del 2012.
8.   Escritos económicos y políticos, conteniendo: el capitalismo, historia del movimiento obrero del Ecuador, economía ecuatoriana, la planificación en el Ecuador, corrientes de pensamiento en la enseñanza de economía en América Latina, la economía ecuatoriana en el siglo XX, endeudamiento externo y política económica, la revolución ciudadana y el socialismo, agenda del Ecuador para la nueva década, la política internacional soberana y de paz, CONACIP, 2019.
9.   Revolución ciudadana, gestión y resultados, coautor con el economista Leonardo Vicuña Muñoz.
10. Perfiles de la realidad nacional, ediciones ABA, 2009.
11. Neoliberalismo y crisis política y económica del Ecuador, Casa de la Cultura Ecuatoriana núcleo del Guayas y Universidad Católica de Cuenca extensión Azogues, 2007.
12. Perfiles del Ecuador, Universidad de Especialidades Espíritu Santo Guayaquil,2006.
13. Endeudamiento externo y política económica del Ecuador, Banco del Estado, 2007.
14. La economía ecuatoriana en el siglo XX, Universidad de Guayaquil Facultad de Ciencias económicas.
15. La política económica del Ecuador, dos décadas perdidas, Universidad de Guayaquil.
16. América Latina, algunos aspectos de su crisis. Universidad de Guayaquil.
17. Realidad nacional en cifras. Fundación Ecuador. 1994, 1995, 1996, 1997.
18. La planificación económica del Ecuador, Banco Central del Ecuador Corporación Editorial Nacional.
19. La realidad nacional en cifras. ESPOL, 2000.
20. América Latina evolución de los modelos de económicos. Facultad de Ciencias económicas Universidad de Guayaquil.
21. La clase trabajadora del Ecuador. Facultad de Ciencias Económicas Universidad de Guayaquil.
22. Ecuador fracaso de la reconstrucción neoliberal. Facultad de Ciencias Económicas Universidad de Guayaquil
23. Historia del movimiento obrero y temas obreros. Universidad de Guayaquil. Coautor con Elías Muñoz Vicuña. 1975

## Vida privada
Estuvo casado con Guadalupe Muñoz Larrea, con quien tuvo 3 hijos: Claudia Marcela, Jaime Leonardo y María Alejandra Vicuña, quién ocupó un curul en la Asamblea Nacional y fue nombrada Vicepresidente de la República durante el gobierno de Lenín Moreno.

## Fallecimiento
Falleció la mañana del 11 de abril de 2020 a los 77 años, a causa de COVID19 durante la cuarentena de Ecuador por la pandemia de enfermedad por coronavirus, 